# Spam (alimento)

SPAM logo.

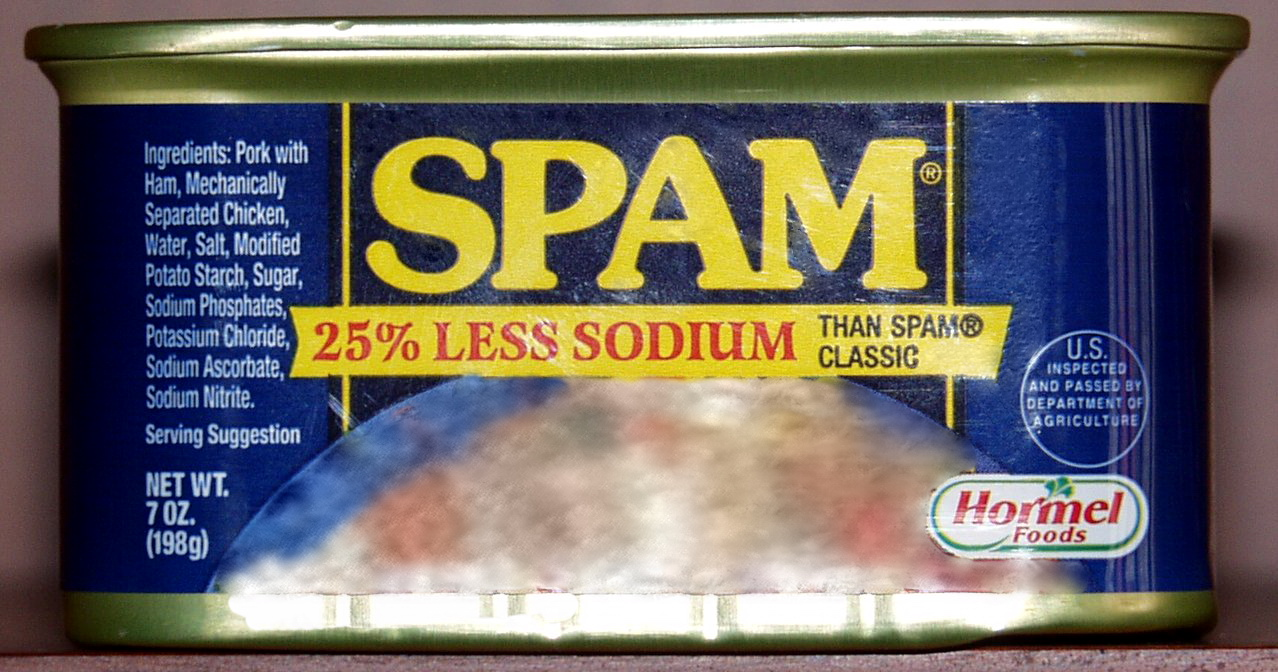
SPAM.

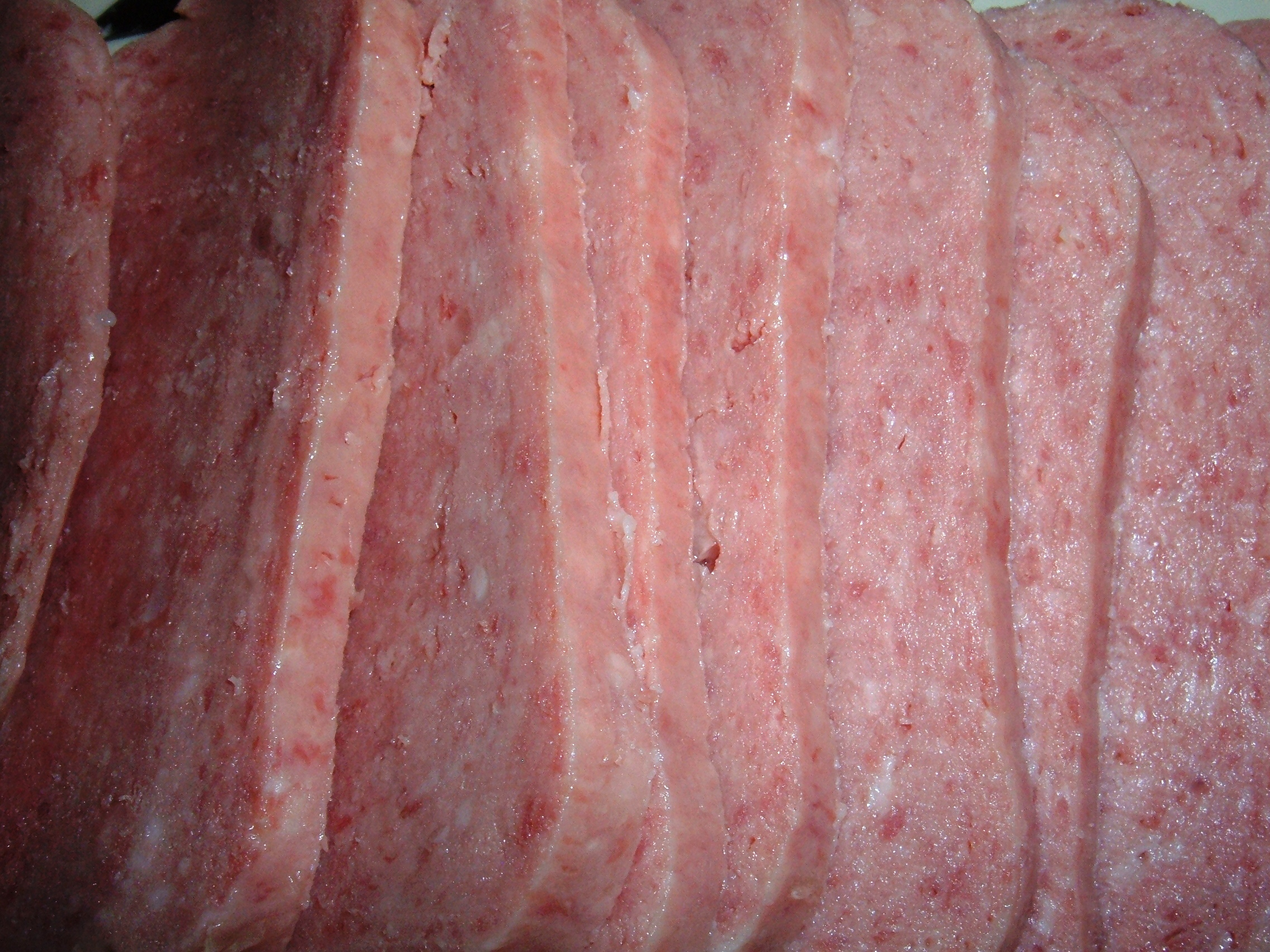
Spam

Spam é um alimento feito de carne pré-cozida e enlatada pela empresa Hormel Foods Corporation.
Seu nome vem do acrônimo formado a partir dos termos ingleses Spiced Ham, que em português significa fiambre condimentado.
A empresa mantém o The Spam Museum como uma das atracções de sua sede. 
O nome do alimento provavelmente deu origem ao termo utilizado para designar o lixo eletrônico na forma de emails indesejados conhecido como Spam.